# Tổng giáo phận Côn Minh
Tổng giáo phận Côn Minh (tiếng Trung: 天主教昆明总教区; tiếng Latinh: Archidioecesis Coenmimensis) là một Tổng giáo phận của Giáo hội Công giáo Rôma ở Trung Quốc, có tòa giám mục tại Côn Minh, Vân Nam.
Tổng giáo phận hiện tại chưa có một tổng giám mục chính thức được chỉ định bởi Tòa Thánh từ năm 1952, khi tổng giám mục người Pháp Alexandre Derouineau bị trục xuất khỏi Trung Quốc sau Nội chiến Quốc-Cộng lần thứ hai.
Chính phủ Cộng hoà Nhân dân Trung Hoa đã đưa Khổng Linh Trung lên làm tổng giám mục năm 1962 và Giuse Mã Anh Lâm lên làm tổng giám mục năm 2006. Cả hai quyết định này của chính quyền đều không được coi là chính thức bởi Tòa Thánh vì không phải do Giáo hoàng chỉ định.
Vào năm 2000, Tòa Thánh bổ nhiệm Lôrensô Trương Văn Xương làm Giám quản Tông tòa Côn Minh. Ông đã giữ chức vụ này đến khi qua đời năm 2012.

## Lịch sử
- 1687: Hạt Đại diện Tông tòa Quảng Đông-Quảng Tây-Vân Nam được tách ra từ Hạt Đại diện Tông tòa Phúc Kiến.
- 1696: Đổi tên thành Hạt Đại diện Tông tòa Vân Nam.
- 1715: Sáp nhập vào Hạt Đại diện Tông tòa Tứ Xuyên.
- 28/8/1840: Tái thành lập dưới tên Hạt Đại diện Tông tòa Vân Nam, tách ra từ Hạt Đại diện Tông tòa Tứ Xuyên.
- 8/12/1924: Đổi tên thành Hạt Đại diện Tông tòa Vân Nam Phủ.
- 11/4/1946: Nâng cấp thành Tổng giáo phận đô thành Côn Minh.

## Lãnh đạo qua từng thời kì
- Tổng giám mục Côn Minh
  - Tổng giám mục Alexandre-Joseph-Charles Derouineau, M.E.P. (11/4/1946 – 30/9/1973)
- Đại diện Tông tòa Vân Nam Phủ
  - Giám mục Alexandre-Joseph-Charles Derouineau, M.E.P. (sau trở thành Tổng giám mục) (8/12/1943 – 11/4/1946)
  - Giám mục Jean Larregain, M.E.P. (13/6/1939 – 2/5/1942)
  - Giám mục Georges-Marie de Jonghe d'Ardoye, M.E.P. (sau trở thành Tổng giám mục) (3/5/1933 – 16/10/1938)
  - Giám mục Charles-Marie-Félix de Gorostarzu, M.E.P. (21/10/1907 – 27/3/1933)
- Đại diện Tông tòa Vân Nam
  - Giám mục Jean-Joseph Fenouil, M.E.P. (29/7/1881 – 10/1/1907)
  - Giám mục Joseph Ponsot, M.E.P. (21/1/1841 – 17/11/1880)
  - Giám mục Joachim-Enjobert de Martiliat, M.E.P. (2/10/1739 – 1752)